# 川岸站
川岸站（日语：／ Kawagishi eki */?）是位於日本長野縣岡谷市川岸東三丁目，屬於東日本旅客鐵道（JR東日本）中央本線的鐵路車站。
因為經綠湖的鐵路線距離比較短、所以通過本站的列車大部份都是由東海旅客鐵道（JR東海）管轄的飯田線直通列車。

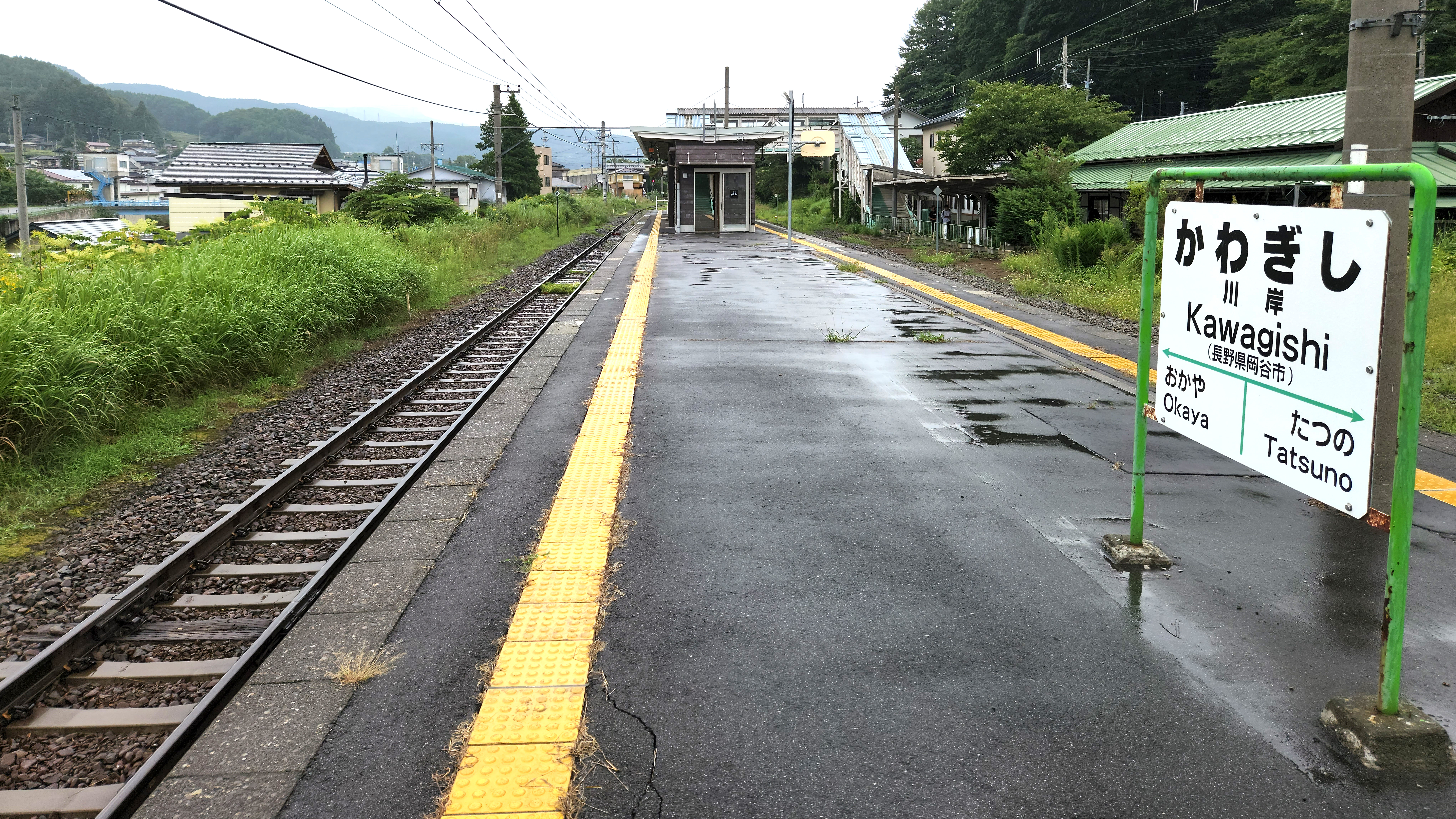
月台(2022年8月)

## 車站構造
本站為島式月台1面2線的地面車站。站房與月台間有跨線橋連絡。

### 月台配置
| 月台   | 路線      | 方向 | 目的地                               |
| ------ | --------- | ---- | ------------------------------------ |
| 站舍側 | ■中央本線 | 下行 | 辰野、小野、 飯田線 伊那市、飯田方向 |
| 對側   | ■中央本線 | 上行 | 岡谷、上諏訪、東京方向               |

（來源：JR東日本:車站構內圖 （页面存档备份，存于））

## 車站周邊
- 縣道14號下諏訪辰野線
- 天龍川
  - 西天龍幹線水路的取水堰（西天龍頭首工）。

## 历史[1]
- 1923年（大正12年）10月28日 - 國鐵車站開業。旅客及貨物處理開始。
- 1963年（昭和38年）2月21日 - 貨物處理廢止。
- 1984年（昭和59年）3月21日 - 簡易委託化的同時無人化。
- 1987年（昭和62年）4月1日 - 國鐵分割民營化成為東日本旅客鐵道車站。
- 2005年（平成17年）10月3日 - 設置簡易型自動售票機。
- 2007年（平成19年）3月18日 - 岡谷 - 辰野間部份單人運轉化。

## 相鄰車站
東日本旅客鐵道
■中央本線（辰野支線）
□快速「水篶」、■普通
岡谷－川岸－巧野
本站與辰野站間的平出信號場於1982年（昭和57年）11月15日廢止。

## 外部連結
- 車站資訊（川岸）：東日本旅客鐵道

1. ↑  飯田線の沿革 （页面存档备份，存于）-長野県,2024年3月11日閲覧